# G1 8 ニュース
G1 8ニュース（ジーワン・エイト・ニュース 朝鮮語: G1 8 뉴스）とは、韓国・SBS系列のG1が江原道エリアで放送するローカルニュース番組。

## 放送時間
- 平日：20:30 – 21:00
- 土曜：20:15 – 20:35
- 日曜：20:25 – 20:45

## メイン進行

### 平日
| 代数 | 担当の進行役              | 担当の進行役                                                      | 担当の進行役         | 担当の進行役                      | 期間                          |
| 代数 | 男性                      | 男性                                                              | 女性                 | 女性                              | 期間                          |
| ---- | ------------------------- | ----------------------------------------------------------------- | -------------------- | --------------------------------- | ----------------------------- |
| 1    | ホン・ウォンギ            | ホン・ウォンギ                                                    | キム・ジンスク       | キム・ジンスク                    | 2001年12月17日–2002年3月      |
| 2    | ガン・ハンソ              | ガン・ハンソ                                                      | キム・ジンスク       | キム・ジンスク                    | 2002年4月–2003年10月31日      |
| 3    | パク・ジンウ              | パク・ジンウ                                                      | パク・ソンファ       | パク・ソンファ                    | 2003年11月3日–日付不詳        |
| 4    | チョン・ヨンフン          | チョン・ヨンフン                                                  | パク・ジョンジェ(i)  | パク・ジョンジェ(i)               | 日付不詳–2007年               |
| 5    | キム・ウジン(i)           | キム・ウジン(i)                                                   | パク・ジョンジェ(i)  | パク・ジョンジェ(i)               | 2007年–2008年                 |
| 6    | ユ・ジンテ                | ユ・ジンテ                                                        | パク・ミンヨン       | パク・ミンヨン                    | 2008年–2011年2月18日          |
| 7    | ユ・ジンテ                | ユ・ジンテ                                                        | パク・ジョンジェ(ii) | パク・ジョンジェ(ii)              | 2011年2月21日–2011年4月1日    |
| 8    | ユ・ジンテ                | ユ・ジンテ                                                        | ハ・ヘリム           | ハ・ヘリム                        | 2011年4月4日–2012年           |
| 9    | キム・ウジン(ii)          | キム・ウジン(ii)                                                  | ハ・ヘリム           | ハ・ヘリム                        | 2012年–2014年4月25日          |
| 10   | キム・ウジン(ii)          | キム・ウジン(ii)                                                  | ヨン・ジヘ           | ヨン・ジヘ                        | 2014年4月28日–2015年10月16日  |
| 11   | キム・ウジン(ii)          | キム・ウジン(ii)                                                  | パク・ソンヨン       | パク・ソンヨン                    | 2015年10月19日–2016年10月28日 |
| 12   | キム・ジンヒョン          | キム・ジンヒョン                                                  | パク・ソンヨン       | パク・ソンヨン                    | 2016年10月31日–2017年3月24日  |
| 13   | キム・ウジン(iii)         | - ユ・ハンソル - イ・ユンジョン - サム・ジミン - ソン・ミンジョン | パク・ソンヨン       | パク・ソンヨン                    | 2017年3月27日–2020年9月18日   |
| 14   | イ・ジョンウ （報道局長） | - #キム・ウジン(iv) - キム・オクヨン                              | 空席                 | 空席                              | 2020年9月21日–2022年6月10日   |
| 15   | 空席                      | 空席                                                              | オ・ソユン           | - #キム・ウジン(v) - キム・スミン | 2022年6月13日–2023年10月27日  |
| 臨時 | 空席                      | 空席                                                              | カン・ミンジュ       | カン・ミンジュ                    | 2023年10月30日–2023年11月3日  |
| 16   | 空席                      | 空席                                                              | ジョ・ハリン         | ジョ・ハリン                      | 2023年11月6日–2024年4月10日   |
| 17   | キム・ウジン(vi)          | キム・ウジン(vi)                                                  | 空席                 | 空席                              | 2024年4月11日–現任            |

### 週末
- ランダム

## タイトル変遷
| 期別 | 番組タイトル               | 番組タイトル           | 放送期間                       |                                |
| ---- | -------------------------- | ---------------------- | ------------------------------ | ------------------------------ |
| 1期  | GTB総合ニュース            | GTB総合ニュース        | 2001年12月15日 – 2002年3月31日 | 2001年12月15日 – 2002年3月31日 |
| 2期  | GTBニュース820             | GTBニュース820         | 2002年4月1日 – 2011年10月9日   | 2002年4月1日 – 2011年10月9日   |
| 3期  | G1ニュース820              | G1ニュース820          | 2011年10月10日 – 2017年9月3日  | 2011年10月10日 – 2017年9月3日  |
| 4期  | G1 8ニュース               | G1 8ニュース           | 2017年 9月4日 – 2024年 6月9日  | 2017年 9月4日 – 2024年 6月9日  |
| 5期  | 平日、日曜日：G1 8ニュース | 土曜日：G1 AI8ニュース | 2017年6月10日 – 現在           | 2017年6月10日 – 現在           |

## 競合番組
韓国放送公社（KBSテレビ）
- KBSニュース9江原放送局（朝鮮語版）（KBS 1テレビ春川放送局、KBS 1テレビ原州放送局）

文化放送 (韓国)（MBCテレビ）
- MBCニュースデスク江原（MBC江原永洞） （朝鮮語版）（MBC江原嶺東）
- MBCニュースデスク江原 （朝鮮語版）（江原文化放送）
- MBCニュースデスク原州 （朝鮮語版）（原州文化放送）

### 注
1. ↑  #キム・ウジン（アナウンサー）は5ヵ月でG1 8ニュースに復帰。2018年9月26日放送分を単独で進行。
2. ↑  キム・ウジン（アナウンサー）の休暇または出張によりユ・ハンソル（アナウンサー）が進行代理、2018年4月2日–4月6日、2018年8月20日–8月22日、2019年8月19日–8月23日、2020年8月17日–8月21日放送分。
3. ↑  休暇または出張によりイ・ユンジョン（アナウンサー）が進行代理、2018年4月23日–4月28日、2018年7月30日–8月1日放送分。
4. ↑  サム・ジミン（アナウンサー）は2019年7月29日–8月2日放送分の進行代理。
5. ↑  ソン・ミンジョン（アナウンサー）は2019年12月3日–12月4日、2020年5月21日、2020年8月26日放送分の進行代理。
6. ↑  イ・ジョンウ報道局長の休暇・出張により#キム・ウジン（アナウンサー）が進行代理、2020年12月9日–2020年12月11日、2021年2月11日、2021年4月26日–2021年4月28日、2021年6月3日、2021年8月2日–2021年8月6日、2021年9月1日–2021年9月2日、2021年9月22日、2021年11月3日–2021年11月5日、2021年11月12日、2021年11月19日、2021年11月23日–2021年11月25日、2021年12月1日–2021年12月3日、2022年1月19日–2022年1月21日、2022年1月31日、2022年5月9日–2022年5月10日、2022年5月25日の放送分。
7. ↑  キム・オクヨン（アナウンサー）は2021年9月20日–2021年9月21日の進行代理。
8. ↑  オ・ソユン（アナウンサー）の休暇・出張により#キム・ウジン（アナウンサー）が進行代理、2022年8月8日–2022年8月12日、2022年9月19日、2022年9月21日、2022年11月7日、2023年1月23日–2023年1月24日、2023年1月30日–2023年2月3日、2023年5月29日–2023年6月2日、2023年8月21日–8月28日放送分。
9. ↑  オ・ソユン（アナウンサー）に代わってキム・スミン（アナウンサー）が進行、2022年9月12日、2022年9月20日、2022年9月22日–2022年9月23日放送分。
10. ↑  キム・ウジン（アナウンサー）の休暇または出張によりカン・ミンジュ（アナウンサー）が進行代理、2024年7月18日、2024年7月25日–7月26日、2024年7月29日放送分。